# バッドガイズ!!
『バッドガイズ!!』（原題:War on Everyone）は2016年に公開されたイギリスのコメディ映画である。監督はジョン・マイケル・マクドナー、主演はアレクサンダー・スカルスガルドとマイケル・ペーニャが務めた。

## 概略
ニューメキシコ州アルバカーキ。テリー・モンロー刑事とボブ・ボラーニョ刑事は賄賂を受け取ったり、犯罪者を恫喝したりするなどやりたい放題であった。しかし、ならず者同然の2人にも、警察官としての矜持は僅かではあれども残っていた。本作はそんな2人が巨悪（ジェームズ・マンガン卿）に立ち向かうさまをコメディタッチで描き出していく。

## キャスト
括弧内は日本語版吹替声優。
- テリー・モンロー刑事：アレクサンダー・スカルスガルド（庄司然）
- ボブ・ボラーニョ刑事：マイケル・ペーニャ（相樂真太郎）
- ジェームズ・マンガン卿：テオ・ジェームズ（福里達典）
- レジー：マルコム・バレット
- ジャッキー・ホリス：テッサ・トンプソン（平井まみ）
- ラッセル・バードウェル：ケイレブ・ランドリー・ジョーンズ（畠山豪介）
- ゲリー・スタントン：ポール・ライザー
- ドロレス：ステファニー・シグマン（野々山恵梨）
- パドレイク・パワー：デヴィッド・ウィルモット
- キンバリー：デリック・バリー
- ダニー・レイナード：シオン・レイン・レイバ
- バリー・ウェブ：キース・ジャーディン
- ジミー・ハリス：ジェフリー・ポメロイ

## 製作
2011年10月21日、ジョン・マイケル・マクドナー監督が本作の企画を立ち上げているとの報道があった。2014年7月10日、マクドナー監督がガイ・ピアースに出演オファーを出していると報じられた。11月7日、ギャレット・ヘドランドとマイケル・ペーニャの起用が発表されたが、後にヘドランドは降板することになり、その代役としてアレクサンダー・スカルスガルドが起用された。2015年3月、本作の主要撮影がニューメキシコ州で始まった。10月6日、ローン・バルフェが本作で使用される楽曲を手掛けるとの報道があった。

## 公開・マーケティング
2015年4月20日、本作の劇中写真が初めて公開された。2016年2月12日、本作は第66回ベルリン国際映画祭でプレミア上映された。5月12日、サバン・フィルムズが本作の全米配給権を獲得したと報じられた。6月20日、本作のティーザー・トレイラーが公開された。8月12日、本作のオフィシャル・トレイラーが公開された。

## 評価
本作は批評家から好意的に評価されている。映画批評集積サイトのRotten Tomatoesには98件のレビューがあり、批評家支持率は61%、平均点は10点満点で5.6点となっている。サイト側による批評家の見解の要約は「『バッドガイズ!!』は凡庸の感が拭えない作品である。しかし、ブラックユーモアと観客の心を動かすだけのエネルギーが十分にあるため、面白い作品には仕上がっていると言える」となっている。また、Metacriticには21件のレビューがあり、加重平均値は50/100となっている。